# Nuoto ai XIX Giochi asiatici - 100 metri dorso femminili
La gara dei 100 metri dorso femminili di nuoto ai XIX Giochi asiatici si è svolta il 27 settembre 2023, durante i XIX Giochi asiatici, presso l'Hangzhou Olympic Sports Expo Center.

## Podio
| Pos.    | Atleta     | Nazione       |
| ------- | ---------- | ------------- |
| Oro     | Wan Letian | Cina          |
| Argento | Wang Xueer | Cina          |
| Bronzo  | Lee Eun-ji | Corea del Sud |

## Record
Prima della manifestazione il record del mondo (RM), il record asiatico (AS) e il record dei giochi (RC) erano i seguenti.
|  | 57"45 | Kaylee McKeown | 13 giugno 2021 Adelaide    |
|  | 58"70 | Aya Terakawa   | 4 agosto 2013 Barcellona   |
|  | 58"94 | Zhao Jing      | 13 novembre 2010 Guangzhou |

Durante la competizione non sono stati migliorati record.

## Programma
| Data              | Ora (UTC+8) | Turno    |
| ----------------- | ----------- | -------- |
| 27 settembre 2024 | 10:28       | Batterie |
| 27 settembre 2024 | 19:40       | Finale   |

## Risultati

### Batterie
| Pos. | Batteria | Corsia | Atleta                  | Nazionalità   | Tempo   | Note |
| ---- | -------- | ------ | ----------------------- | ------------- | ------- | ---- |
| 1    | 4        | 4      | Wang Xueer              | Cina          | 1'00"87 | Q    |
| 2    | 3        | 5      | Miki Takahashi          | Giappone      | 1'01"29 | Q    |
| 2    | 4        | 5      | Lee Eun-ji              | Corea del Sud | 1'01"29 | Q    |
| 4    | 4        | 3      | Stephanie Au            | Hong Kong     | 1'01"34 | Q    |
| 5    | 3        | 4      | Wan Letian              | Cina          | 1'01"43 | Q    |
| 6    | 2        | 4      | Rio Shirai              | Giappone      | 1'01"58 | Q    |
| 7    | 2        | 5      | Levenia Sim             | Singapore     | 1'01"84 | Q    |
| 8    | 4        | 6      | Xeniya Ignatova         | Kazakistan    | 1'01"92 | Q    |
| 9    | 3        | 6      | Kayla Sanchez           | Filippine     | 1'01"94 |      |
| 10   | 2        | 3      | Tiea Salvino            | Filippine     | 1'02"09 |      |
| 11   | 3        | 7      | Faith Khoo              | Singapore     | 1'03"21 |      |
| 12   | 4        | 2      | Angel Yus               | Indonesia     | 1'03"33 |      |
| 13   | 3        | 2      | Maana Patel             | India         | 1'03"55 |      |
| 14   | 1        | 3      | Valerie Tarazi          | Palestina     | 1'04"25 |      |
| 15   | 2        | 6      | Wu Yi-en                | Taipei cinese | 1'04"39 |      |
| 16   | 3        | 3      | Toto Wong               | Hong Kong     | 1'04"44 |      |
| 17   | 4        | 1      | Hsu An                  | Taipei cinese | 1'04"61 |      |
| 18   | 3        | 1      | Mia Millar              | Thailandia    | 1'05"40 |      |
| 19   | 2        | 2      | Masniari Wolf           | Indonesia     | 1'05"54 |      |
| 20   | 2        | 7      | Ganga Senavirathne      | Sri Lanka     | 1'07"21 |      |
| 21   | 4        | 7      | Saovanee Boonamphai     | Thailandia    | 1'07"32 |      |
| 22   | 4        | 8      | Enkh-Amgalan Ariuntamir | Mongolia      | 1'07"61 |      |
| 23   | 2        | 1      | Cheang Weng Lam         | Macao         | 1'08"89 |      |
| 24   | 3        | 8      | Chanchakriya Kheun      | Cambogia      | 1'10"10 |      |
| 25   | 2        | 8      | Uuganbayar Misheel      | Mongolia      | 1'15"22 |      |
| 26   | 1        | 5      | Hamna Ahmed             | Maldive       | 1'18"91 |      |
| 27   | 1        | 4      | Fatima Lotia            | Pakistan      | 1'19"22 |      |

### Finale
| Pos. | Corsia | Atleta          | Nazionalità   | Tempo   | Note |
| ---- | ------ | --------------- | ------------- | ------- | ---- |
|      | 2      | Wan Letian      | Cina          | 59"38   |      |
|      | 4      | Wang Xueer      | Cina          | 59"52   |      |
|      | 3      | Lee Eun-ji      | Corea del Sud | 1'00"03 |      |
| 4    | 6      | Stephanie Au    | Hong Kong     | 1'00"78 |      |
| 5    | 5      | Miki Takahashi  | Giappone      | 1'01"01 |      |
| 6    | 7      | Rio Shirai      | Giappone      | 1'01"36 |      |
| 7    | 1      | Levenia Sim     | Singapore     | 1'01"89 |      |
| 8    | 8      | Xeniya Ignatova | Kazakistan    | 1'02"05 |      |